# Song for U.S.A.
「Song for U.S.A.」（ソング・フォア・ユー・エス・エー）は、1986年6月5日にリリースされた、チェッカーズの11枚目のシングル。

## 解説
同名のチェッカーズ主演映画主題歌。
第37回NHK紅白歌合戦での歌唱曲。
シングルとして売野雅勇と芹澤廣明が、作詞・作曲・編曲に携わった最後の作品。作曲の芹澤は後日「売れたら、後は降りるしかないでしょう。6作目シングル『あの娘とスキャンダル』（85年3月）の頃にはスムーズにいかなくなって。やっぱりネタも尽きますよ。バンドでアイドルで売れ線で続けるって難しい。僕自身はもう潮時かなって思っていた。彼らも自分たちの曲をやりたくなるのは当然だしね。だから、ダサい終わり方はしたくなかったんだよね。」「チェッカーズの最後は、この曲って決めていたんです。この曲は、アメリカに行きたいって思っていた僕のことを、作詞家の売野雅勇さんに書いてもらったようなものです。」とインタビューで答えている。
ボーカルの藤井郁弥が音楽番組で同曲の歌唱時は、原曲よりもキーを下げ歌う事が多かった。
文学者のマーク・ピーターセンは、「the United States of America（あるいはthe U.S.A)という表現を、日本では「Song for U.S.A.」などのような、theが抜けた極めて異様な形でよく見かけるが」と論じている。（1988年岩波新書「日本人の英語」P.6）
シングルジャケットでは、「Song for U.S.A.」表記の下部に、「Last American Dream」と記されているが、正式なサブタイトルとして使われたことが一度もない。
2021年9月21日、デビュー38周年当日、公式YouTubeで本作のミュージック・ビデオが公開された。

## 収録曲
1. Song for U.S.A.
  - 作詞：売野雅勇／作曲・編曲：芹澤廣明
2. WA WA WA
  - 作詞：藤井郁弥／作曲：武内享／編曲：チェッカーズ